# Bosporthennis
Bosporthennis – osada w Anglii, w Kornwalii. Leży 8 km na północny zachód od miasta Penzance i 412 km na zachód od Londynu.